# Studina
Studina es una comuna ubicada en el distrito de Olt, Rumania.

## Superficie
Posee una superficie de 37,62 kilómetros cuadrados.

## Demografía
Hasta 2021 la población era de 2403 habitantes, con una densidad de población de 63,88 habitantes por kilómetro cuadrado.